# Episodi di California Dreams (seconda stagione)
La seconda stagione della serie televisiva California Dreams è stata trasmessa in anteprima negli Stati Uniti d'America dalla NBC tra l'11 settembre 1993 e il 5 febbraio 1994.
| nº | Titolo originale           | Titolo italiano | Prima TV USA      | Prima TV Italia |
| -- | -------------------------- | --------------- | ----------------- | --------------- |
| 1  | Jake's Song                |                 | 11 settembre 1993 |                 |
| 2  | Ciao, Jenny                |                 | 18 settembre 1993 |                 |
| 3  | Wooing Woo                 |                 | 25 settembre 1993 |                 |
| 4  | Sleazy Rider               |                 | 2 ottobre 1993    |                 |
| 5  | The Sly Who Came to Dinner |                 | 9 ottobre 1993    |                 |
| 6  | Surfboards and Cycles      |                 | 16 ottobre 1993   |                 |
| 7  | A Question of Math         |                 | 23 ottobre 1993   |                 |
| 8  | High Plains Dreamer        |                 | 30 ottobre 1993   |                 |
| 9  | Bwa Ha Ha Means I Love You |                 | 6 novembre 1993   |                 |
| 10 | Vote of Confidence         |                 | 13 novembre 1993  |                 |
| 11 | The Year of the Woo        |                 | 20 novembre 1993  |                 |
| 12 | Schoolhouse Rock           |                 | 27 novembre 1993  |                 |
| 13 | Save the Shark             |                 | 4 dicembre 1993   |                 |
| 14 | 21 Jake Street             |                 | 25 dicembre 1993  |                 |
| 15 | Can't Buy Me Love          |                 | 8 gennaio 1994    |                 |
| 16 | Rebel Without a Clue       |                 | 15 gennaio 1994   |                 |
| 17 | Dirty Dog Days             |                 | 29 gennaio 1994   |                 |
| 18 | Indecent Promposal         |                 | 5 febbraio 1994   |                 |